# Boy Scouts van Suriname
De Boy Scouts van Suriname is de landelijke organisatie voor scouting van Suriname. Scouting kwam in Suriname op vanaf het begin van de 20e eeuw. De twee voorlopers van de vereniging werden in 1968 tegelijk lid van de World Organization of the Scout Movement (WOSM). Op 23 april 1972 gingen zij samen verder als de Boy Scouts van Suriname.

## Geschiedenis
Op 12 september 1910 werd in theater Thalia in Paramaribo het Korps Surinaamse Padvinders opgericht. In 1915 was de naam Surinaamsche Padvinders Organisatie. De activiteiten kwamen stil te liggen nadat er op 13 maart 1916 een 16-jarige padvinder, Herman Sas Römer, verdronk in de Domineekreek bij Poelepantje.
Scouting hervatte in Suriname officieel op 29 juli 1924, toen de Surinaamse afdeling van de Vereeniging de Nederlandsche Padvinders (NPV) officieel werd opgericht in Thalia. Bij deze gelegenheid deden 107 padvinders, veel welpen en enkele meisjes hun verkennersbelofte. In 1938 werd de Nederlandse padvindersbeweging na een besluit van het rooms-katholieke episcopaat gesplitst in de interreligieuze NPV en de Katholieke Verkenners (KV). In 1964 ging de Surinaamse afdeling van de NPV alleen verder onder de naam Surinaamse Padvinders Vereniging (SPV). SPV en KVS werkten nauw samen en kregen in 1968, zeven jaar voor de onafhankelijkheid van Suriname, erkenning van World Organization of the Scout Movement (WOSM).
Na vier jaar samenwerking gingen beide verenigingen vanaf 23 april 1972 samen verder als de Boy Scouts van Suriname. In 1974 organiseerde de nieuwe vereniging de 5e Caribische Jamboree.
De eerste Chief Scout was Johan Ferrier. De presidenten van Suriname krijgen traditioneel deze eretitel. Na hem volgden Jules Wijdenbosch, Ronald Venetiaan, Desi Bouterse en Chan Santokhi.

## Groepen
De vereniging is onderverdeeld in drie leeftijdsgroepen:
- Welpenverkenners (leeftijd 7 tot 12)
- Scouts (12 tot 18 jaar)
- Roverscouts (18 tot 24 jaar)